# Grupa partyzancka płk. Iona Uțy
Grupa partyzancka płk. Iona Uțy (rum. Grupul de partizani colonelului Ion Uță) – rumuńska antykomunistyczna grupa partyzancka w rumuńskiej części Banatu w latach 1947–1949
Pułkownik Ion Uță w latach 1943–1944 pełnił funkcję prefekta w zachodniej Rumunii. W latach powojennych należał do Narodowej Partii Chłopskiej, opozycyjnej wobec rządzących komunistów. W maju 1947 r. wystąpił w obronie chłopów, aresztowanych przez organy bezpieczeństwa państwa. Sam zagrożony aresztowaniem zbiegł w góry Banatu, gdzie sformował 20-sobową grupę partyzancką. Pomagała im miejscowa ludność, dostarczając żywność i ubranie oraz informując o ruchach wojska i Securitate. W okolicznych wsiach były zorganizowane składy broni, amunicji i wyposażenia wojskowego. Partyzanci głosili hasła o bliskim wybuchu wojny państw zachodnich z ZSRR. Pułkownik I. Uță wystąpił do innego dowódcy partyzanckiego Spiru Blănaru o połączenie sił, ale oferta została odrzucona. Tymczasem władze skoncentrowały na obszarze Banatu duże siły wojskowe i organów bezpieczeństwa. W nocy z 7 na 8 lutego 1949 r. zaatakowały one partyzantów, gdyż ich miejsce ukrycia zostało zdradzone. Zginęło 5 partyzantów, w tym płk I. Uță, zaś 6 schwytano (wszyscy zostali skazani na karę śmierci). 4 partyzantom udało się zbiec. Kontynuowali oni walkę z komunistami do 1954 r.